# Nišovice
Nišovice est une commune du district de Strakonice, dans la région de Bohême-du-Sud, en République tchèque. Sa population s'élevait à 234 habitants en 2020.

## Géographie
Nišovice est arrosée par la Volyňka, un affluent de l'Otava, et se trouve à 12 km au sud de Strakonice, à 47 km au nord-ouest de České Budějovice et à 110 km au sud-sud-ouest de Prague.
La commune est limitée par Volyně à l'ouest et au nord, par Litochovice à l'est, par Volyně et Malenice au sud.

## Histoire
La première mention écrite du village date de 1400.